# Miladojka Youneed
Miladojka Youneed je bila slovenska alternativna rock skupina, ki je delovala v letih od 1985 do 1998. V tem obdobju je odtisnila močan pečat s svojevrstnim glasbenim zvokom free-punk-jazza, kakor so zvrst poimenovali člani.

## Člani
- Miroslav Lovrič - vokal, bas
- Mario Marolt - tenor saksofon, klarinet, klaviature
- Danijel Dadi Kašnar - bobni
- Boris Romih - kitara, tolkala
- Urban Urbanija - alt in bariton saksofon
- Igor Ožbolt - bas
- Kristjan Cavazza - kitara
- Jožef Sečnik - bas
- Nenad Krsmanovič - kitara
- Roman Ratej - bobni

## Diskografija
- Miladojka Youneed (FV Škuc, 1986)
- Ghastly Beyond Belief (Helidon, 1987)
- Bloodylon (Helidon, 1990)
- Liberta Bloo (Helidon, 1993)
- Live (1995)
- Schizophonik (Dallas Records, 1998)